# تیال

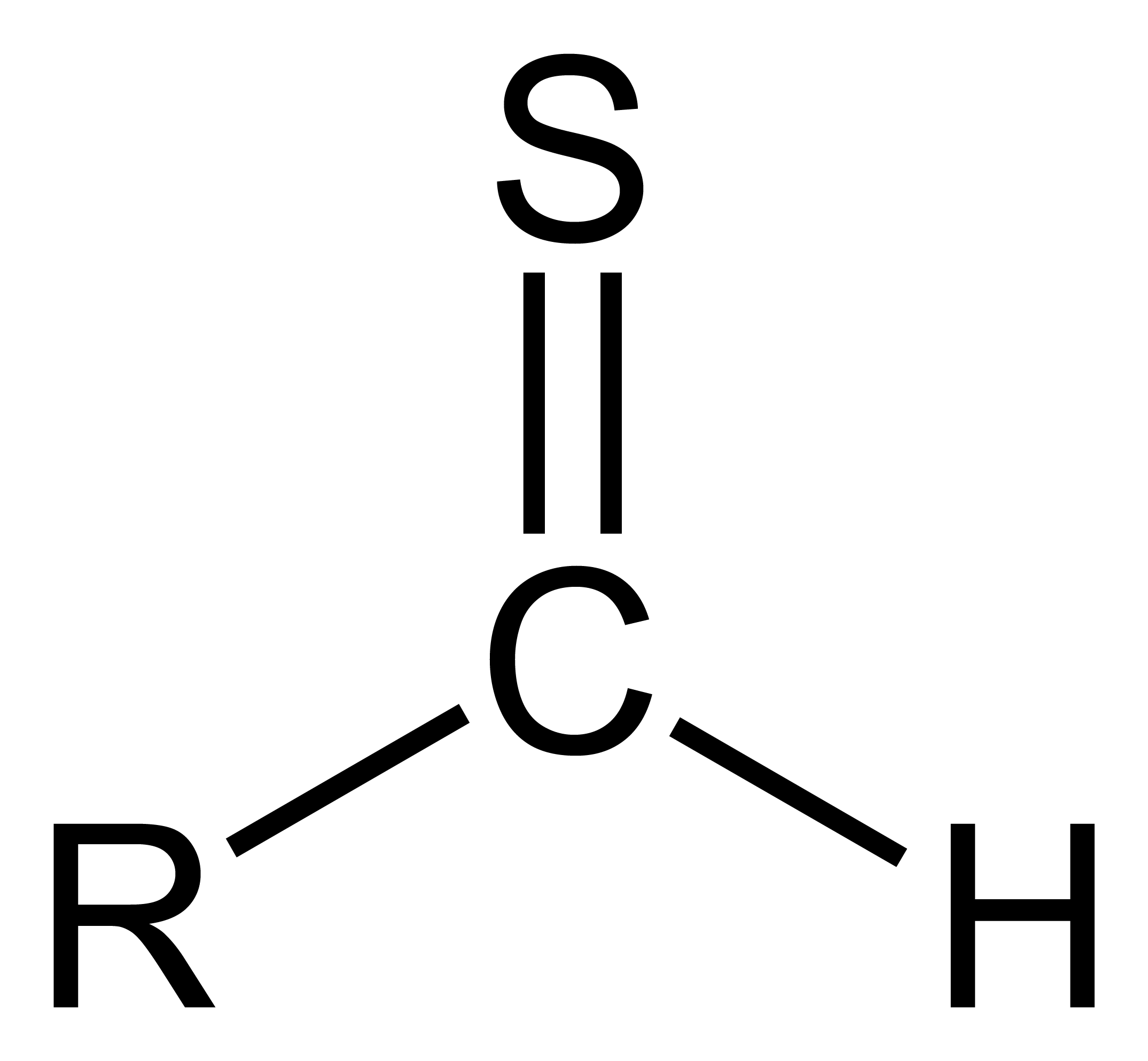
ساختار شیمیایی تیال.

تیال(به انگلیسی: Thial) گروه عاملی در ترکیبات آلی است که همانند گروه عاملی آلدهید RC(O)H بوده اما به جای اتم اکسیژن (O) یک اتم گوگرد (S) جایگزین می شود.